# Investimento parentale

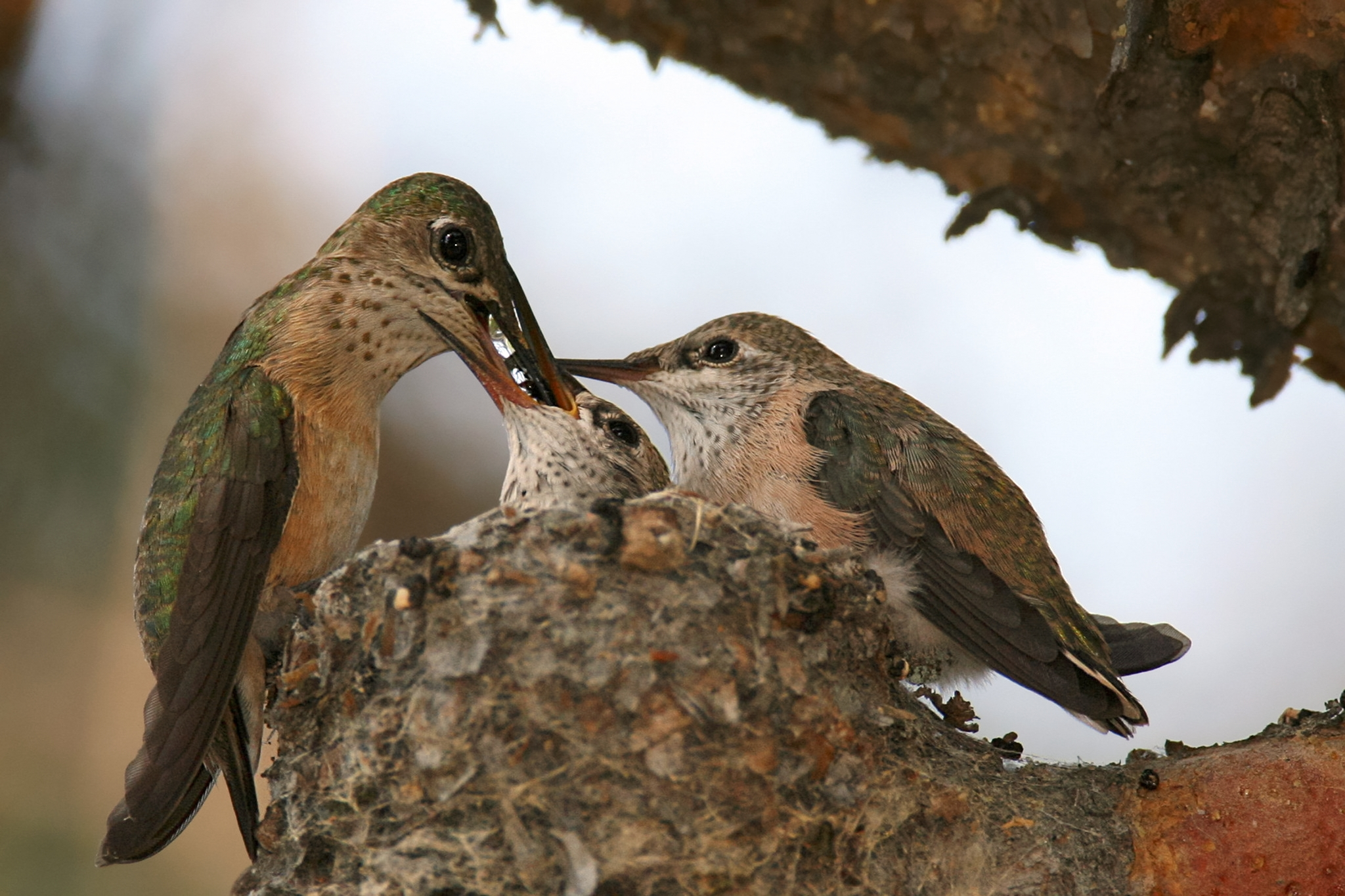
Una femmina di Colibrì calliope che sfama la sua prole

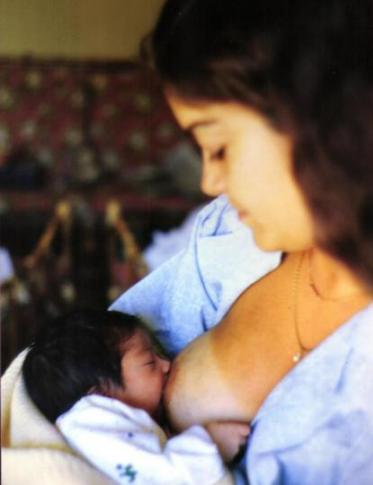
Una madre umana che allatta il figlio

In biologia evolutiva e in psicologia evoluzionista, con il termine investimento parentale (in inglese, parental investment) si intende qualsiasi spesa dei genitori (tempo, energia, ecc) che beneficia un membro della prole a un costo che limita la capacità dei genitori di investire in altri componenti della fitness. Componenti della fitness comprendono il benessere della prole esistente, la riproduzione futura dei genitori e la fitness attraverso l'aiuto di parenti, chiamata selezione parentale. L'investimento parentale è talvolta erroneamente identificato con la semplice cura dei genitori o sforzo dei genitori.
L'investimento parentale può essere fornito dalla femmina (cura uniparentale femminile), il maschio (cura uniparentale maschile) o da entrambi (cura biparentale). I comportamenti dei genitori sono naturalmente selezionati per massimizzare la differenza tra i benefici ed i costi, e le cure parentali tenderanno ad esistere quando i benefici sono sostanzialmente maggiori dei costi.
Le cure parentali si trovano in una vasta gamma di gruppi tassonomici, sia in organismi ectotermi (invertebrati, pesci, anfibi e rettili), che endotermi (uccelli e mammiferi). La cura può essere fornita in qualsiasi fase della vita della prole, comprende una vasta gamma di comportamenti prenatali come la guardia all'uovo, la preparazione del nido, il trasporto della covata, l'incubazione e il nutrimento dalla placenta nei mammiferi, e postnatali come l'approvvigionamento alimentare e la difesa della prole.

## Storia
Nel 1859, Charles Darwin pubblicò L'origine delle specie. Questo lavoro introdusse il concetto di selezione naturale nel mondo, così come teorie correlate come la selezione sessuale. Per la prima volta, la teoria evolutiva fu utilizzata per spiegare perché le femmine sono "timide" e i maschi sono "ardenti" e competono tra loro per l'attenzione delle donne. Nel 1930 Ronald Fisher scrisse The Genetic Theory of Natural Selection, in cui introdusse il concetto moderno di investimento parentale, introdusse l'ipotesi del figlio sexy e il principio di Fisher. Nel 1948, Angus John Bateman pubblicò un influente studio sui moscerini della frutta in cui concludeva che, poiché i gameti femminili sono più costosi da produrre rispetto ai gameti maschili, il successo riproduttivo delle femmine era limitato dalla capacità di produrre ovuli, e il successo riproduttivo dei maschi era limitato dall'accesso alle femmine. Nel 1972, Trivers proseguì questa linea di pensiero con la sua proposta di teoria dell'investimento genitoriale, che descrive come gli investimenti dei genitori influenzano il comportamento sessuale. Egli conclude che il sesso che ha un investimento genitoriale più elevato sarà più selettivo quando sceglierà un compagno, e il sesso con un investimento inferiore concorrerà intrasessualmente per le opportunità di accoppiamento. Nel 1974, Trivers estese la teoria dell'investimento genitoriale per spiegare il conflitto genitore-prole, il conflitto tra investimento che è ottimale dal punto di vista del genitore rispetto alla prole.
La teoria dell'investimento parentale è un ramo della teoria della storia della vita. Le prime considerazioni sull'investimento parentale vennero fatte da Fisher (1930). Fisher sosteneva che le spese dei genitori sui figli di entrambi i sessi dovessero essere uguali. Clutton-Brock (1991: 9) ha ampliato il concetto di investimento parentale includendo i costi alle altre componenti della fitness parentale.

## Teoria dell'investimento parentale
La teoria dell'investimento parentale di Robert Trivers prevede che il sesso che investe maggiormente nell'allattamento, nella cura e protezione della prole sarà più discriminante nella scelta del compagno, e che il sesso che investe meno nella prole combatterà per trovare compagni dell'altro sesso ad alto investimento che proprio per questa ragione saranno una risorsa limitata (Principio di Bateman). Le differenze tra i sessi per quanto riguarda l'investimento parentale dunque sono importanti nel determinare la forza della selezione sessuale.
L'investimento parentale, come definito da Trivers nel 1972 è l'investimento nella prole del genitore che aumenta le possibilità dei figli di sopravvivere e quindi il successo riproduttivo a scapito della capacità del genitore di investire in altra prole. Un grande investimento dei genitori in gran parte diminuisce le possibilità dei genitori di investire in altri figli. L'investimento dei genitori può essere suddiviso in due categorie principali: investimenti di accoppiamento e investimenti di allevamento. L'investimento di accoppiamento consiste nell'atto sessuale e nelle cellule sessuali investite. L'investimento di allevamento è il tempo e l'energia spesa per allevare la prole dopo il concepimento. L'investimento dei genitori delle donne in entrambi gli sforzi di accoppiamento e allevamento supera di gran lunga quello del maschio. In termini di cellule sessuali (cellule uovo e spermatozoi), l'investimento della femmina è molto più grande, mentre i maschi producono migliaia di spermatozoi che vengono forniti ad un ritmo di dodici milioni l'ora, le donne hanno una fornitura fissa di circa 400 ovuli. Inoltre, gli atti di fecondazione e di gestazione avvengono nelle donne, che rispetto all'investimento del maschio di una sola cellula è nettamente superiore. Infine, ogni rapporto sessuale potrebbe comportare un impegno di nove mesi o più, come la gestazione e l'atto dell'allattamento al seno per la donna.
Dalla teoria di Trivers dell'investimento parentale seguono diverse implicazioni. La prima è che le donne sono spesso, ma non sempre, il sesso che investe di più. Il fatto che siano il sesso di investimento maggiore ha significato che l'evoluzione ha favorito le donne che sono più selettive rispetto ai loro compagni, per garantire che il rapporto non comporti costi inutili. La terza implicazione è che, poiché le donne investono di più e sono essenziali per il successo riproduttivo della loro prole, rappresentano una risorsa preziosa per gli uomini; di conseguenza, i maschi spesso competono per l'accesso sessuale ad esse.

## Conflitto genitore-prole
La riproduzione è costosa. Gli individui sono limitati nel grado in cui possono dedicare tempo e risorse per generare e allevare i piccoli, e tale spesa può anche essere dannosa per la loro condizione futura, per la sopravvivenza, e per la loro ulteriore capacità riproduttiva. Tuttavia, tale spesa è generalmente vantaggiosa per la prole, migliorando la sua condizione, la sua sopravvivenza e il suo successo riproduttivo. Queste differenze possono portare a conflitti tra genitori e prole.  I genitori sono naturalmente selezionati per massimizzare la differenza tra i benefici e i costi, e l'assistenza dei genitori tenderà ad esistere quando i benefici sono sostanzialmente maggiori dei costi.
I genitori sono ugualmente imparentati a tutti i figli e quindi, al fine di ottimizzare la loro fitness e la possibilità di riprodurre i loro geni, dovrebbero distribuire il loro investimento equamente tra la prole attuale e futura. Tuttavia, ogni singola discendenza è più correlata ai genitori (hanno il 100% del loro DNA in comune con essi) rispetto ai loro fratelli (i fratelli condividono solitamente il 50% del loro DNA), è meglio per la fitness della prole se il genitori investono di più in loro. Per ottimizzare la fitness, un genitore vorrebbe investire ugualmente su ogni prole, ma ogni prole vorrebbe una quota maggiore dell'investimento genitoriale. Il genitore è selezionato per investire nella prole fino al momento in cui investire nella prole attuale è più costoso dell'investimento nella prole futura.
Nelle specie iteropare, dove gli individui possono subire diversi attacchi durante la loro vita riproduttiva, un compromesso può esistere tra investimenti nella prole attuale e futura riproduzione. I genitori hanno bisogno di bilanciare le richieste dei loro figli che vanno contro la propria auto-sussistenza. Questo potenziale effetto negativo di cure parentali è stato esplicitamente formalizzato con Trivers, che originariamente ha definito il termine investimento parentale per indicare qualsiasi investimento da parte del genitore in un figlio che aumenta la possibilità di farlo sopravvivere (e quindi il suo successo riproduttivo) al costo della capacità del genitore di investire in altra prole.
I vantaggi dell'investimento parentale sui figli sono grandi e hanno effetti diretti sulla condizione, la crescita, la sopravvivenza, e in ultima analisi, sul successo riproduttivo della prole. Tuttavia, questi benefici possono venire a scapito della capacità del genitore di riprodursi in futuro, per esempio attraverso un aumentato rischio di lesioni quando difendono la prole contro i predatori o la perdita di opportunità di accoppiamento mentre sono occupati nell'allevamento o ancora con l'aumento dell'intervallo di tempo fino alla successiva riproduzione.
Nel complesso, i genitori vengono selezionati per massimizzare la differenza tra i benefici ed i costi, e le cure parentali evolveranno con più probabilità quando i benefici superano i costi.